# Halonoproctidae
Die Halonoproctidae sind eine Familie von vogelspinnenartigen Spinnen und umfassen 6 Gattungen und 84 Arten.

## Aussehen und Verhalten
Die Eigentlichen Falltürspinnen sind den Braunen Falltürspinnen in Aussehen und Verhalten sehr ähnlich. Sie haben jedoch keine Hafthaare (Scopula) an den Tarsen, sind meist deutlich dunkler und kräftiger gebaut und weisen keine Zeichnung auf.
Wie die Braunen Falltürspinnen graben auch die Eigentlichen Falltürspinnen eine Wohnröhre in den Boden und verschließen diese mit einem Deckel aus Spinnseide, getarnt mit Erde oder Pflanzenteilen. Der Deckel ist bei den Mitgliedern dieser Familie jedoch meist deutlich dicker.
Bei der Jagd verlassen die Tiere ihre Röhre meist nur so weit, dass das hinterste Bein noch in der Röhre bleibt und so den Deckel offen hält.

## Verbreitung
Die Arten kommen in Nord-, Mittel- und Südamerika sowie in Asien und Australien vor. Einige Arten der Gattung Ummidia haben ihr Verbreitungsgebiet im europäischen und nordafrikanischen Mittelmeerraum.

## Gattungen
Der World Spider Catalog listet für die Halonoproctidae aktuell 6 Gattungen und 84 Arten.
- Bothriocyrtum Simon, 1891
  - Bothriocyrtum californicum (O. Pickard-Cambridge, 1874)
  - Bothriocyrtum fabrile Simon, 1891
  - Bothriocyrtum tractabile Saito, 1933
- Conothele Thorell, 1878
  - Conothele arboricola Pocock, 1899
  - Conothele baiyunensis X.Xu, C.Xu & Liu, 2017
  - Conothele birmanica Thorell, 1887
  - Conothele cambridgei Thorell, 1890
  - Conothele cangshan Yang & Xu, 2018
  - Conothele daxinensis X.Xu, C.Xu & Liu, 2017
  - Conothele deqin Yang & Xu, 2018
  - Conothele doleschalli Thorell, 1881
  - Conothele ferox Strand, 1913
  - Conothele fragaria (Dönitz, 1887)
  - Conothele giganticus Siliwal & Raven, 2015
  - Conothele gressitti (Roewer, 1963)
  - Conothele hebredisiana Berland, 1938
  - Conothele khunthokhanbi Kananbala, Bhubaneshwari & Siliwal, 2015
  - Conothele lampra (Chamberlin, 1917)
  - Conothele limatior Kulczyński, 1908
  - Conothele malayana (Doleschall, 1859)
  - Conothele nigriceps Pocock, 1898
  - Conothele sidiechongensis X.Xu, C.Xu & Liu, 2017
  - Conothele spinosa Hogg, 1914
  - Conothele taiwanensis (Tso, Haupt & Zhu, 2003)
  - Conothele trachypus Kulczyński, 1908
  - Conothele truncicola Saaristo, 2002
  - Conothele vali Siliwal, Nair, Molur & Raven, 2009
  - Conothele varvarti Siliwal, Nair, Molur & Raven, 2009
  - Conothele yundingensis X.Xu, C.Xu & Liu, 2017
- Cyclocosmia Ausserer, 1871
- Hebestatis Simon, 1903
  - Hebestatis lanthanus Valerio, 1988
  - Hebestatis theveneti (Simon, 1891)
- Latouchia Pocock, 1901
  - Latouchia bachmaensis Ono, 2010
  - Latouchia cornuta Song, Qiu & Zheng, 1983
  - Latouchia cryptica (Simon, 1897)
  - Latouchia cunicularia (Simon, 1886)
  - Latouchia davidi (Simon, 1886)
  - Latouchia fasciata Strand, 1907
  - Latouchia formosensis Kayashima, 1943
    - Latouchia formosensis formosensis Kayashima, 1943
    - Latouchia formosensis smithi Tso, Haupt & Zhu, 2003

  - Latouchia fossoria Pocock, 1901
  - Latouchia hunanensis Xu, Yin & Bao, 2002
  - Latouchia hyla Haupt & Shimojana, 2001
  - Latouchia japonica Strand, 1910
  - Latouchia kitabensis (Charitonov, 1946)
  - Latouchia parameleomene Haupt & Shimojana, 2001
  - Latouchia pavlovi Schenkel, 1953
  - Latouchia swinhoei Pocock, 1901
  - Latouchia typica (Kishida, 1913)
  - Latouchia vinhiensis Schenkel, 1963
- Ummidia Thorell, 1875
  - Ummidia absoluta (Gertsch & Mulaik, 1940)
  - Ummidia aedificatoria (Westwood, 1840)
  - Ummidia algarve Decae, 2010
  - Ummidia algeriana (Lucas, 1846)
  - Ummidia armata (Ausserer, 1875)
  - Ummidia asperula (Simon, 1889)
  - Ummidia audouini (Lucas, 1835)
  - Ummidia beatula (Gertsch & Mulaik, 1940)
  - Ummidia carabivora (Atkinson, 1886)
    - Ummidia carabivora carabivora (Atkinson, 1886)
    - Ummidia carabivora emarginata (Atkinson, 1886)

  - Ummidia celsa (Gertsch & Mulaik, 1940)
  - Ummidia erema (Chamberlin, 1925)
  - Ummidia funerea (Gertsch, 1936)
  - Ummidia gandjinoi (Andreeva, 1968)
  - Ummidia glabra (Doleschall, 1871)
  - Ummidia mischi Zonstein, 2014
  - Ummidia modesta (Banks, 1901)
  - Ummidia nidulans (Fabricius, 1787)
  - Ummidia oaxacana (Chamberlin, 1925)
  - Ummidia picea Thorell, 1875
  - Ummidia pustulosa (Becker, 1879)
  - Ummidia pygmaea (Chamberlin & Ivie, 1945)
  - Ummidia rugosa (Karsch, 1880)
  - Ummidia salebrosa (Simon, 1892)
  - Ummidia tuobita (Chamberlin, 1917)
  - Ummidia zebrina (F. O. Pickard-Cambridge, 1897)
  - Ummidia zilchi Kraus, 1955